# Uwe Schmidt (Politiker, 1966)

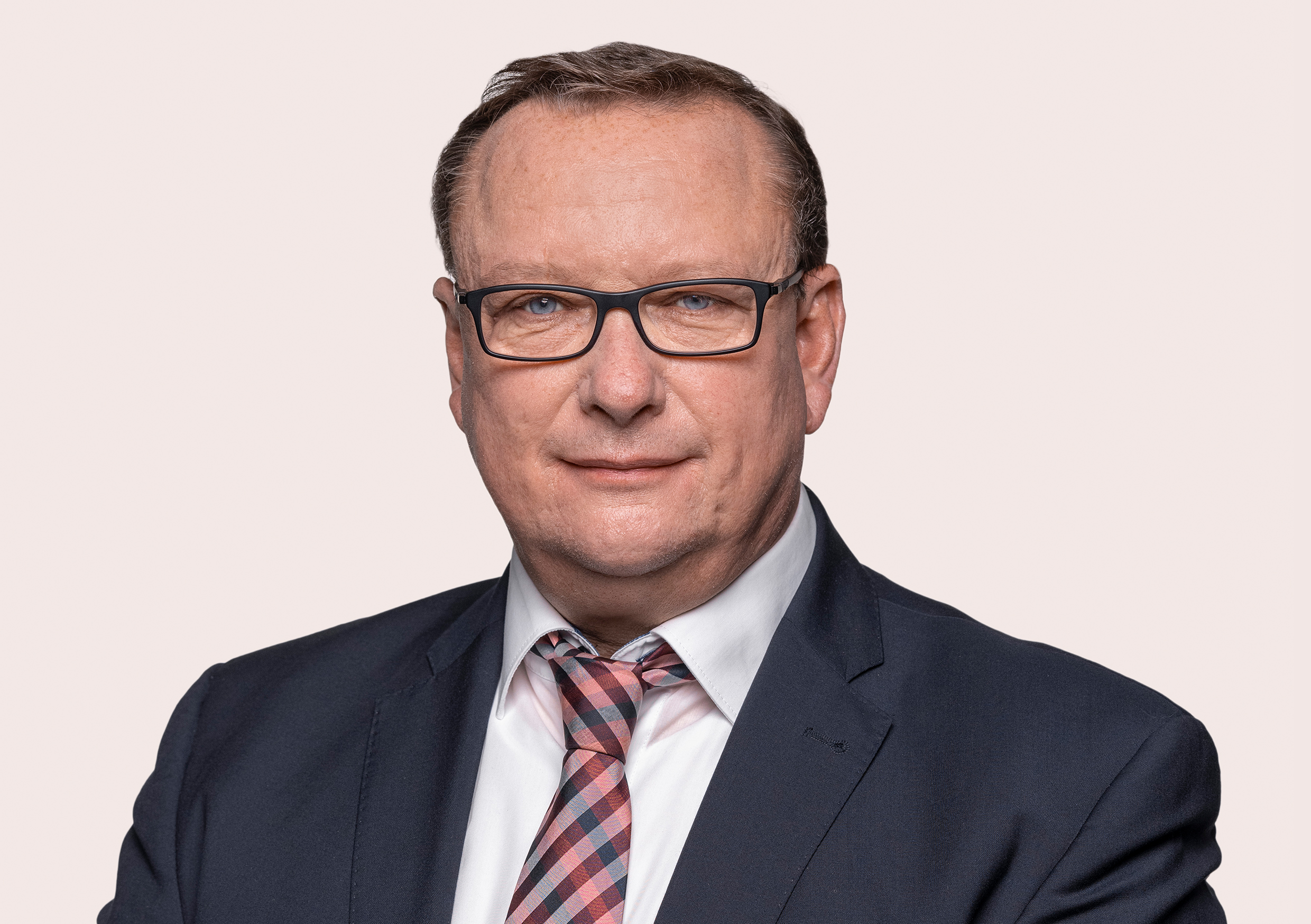
Uwe Schmidt (2021)

Uwe Schmidt (* 14. Februar 1966 in Bremerhaven) ist ein deutscher Politiker (SPD) und Hafenfacharbeiter. Er wurde 2015 zum Abgeordneten der Bremischen Bürgerschaft und 2017 sowie 2021 zum Mitglied des Bundestages gewählt. Seit September 2021 ist er Sprecher des Seeheimer Kreises der SPD-Bundestagsfraktion.

## Biografie

### Familie, Ausbildung und Beruf
Schmidt erlernte den Beruf eines Kfz-Mechanikers und ist als Hafenfacharbeiter tätig.
Er ist verheiratet und hat ein Kind.
Er wohnte in Bremerhaven-Lehe.

### Politik
Schmidt trat 2010 in die SPD ein. Er wurde 2010 Sprecher der Betriebsgruppe Hafen in der Arbeitsgemeinschaft für Arbeit (AfA) Bremerhaven und Vorsitzender der AfA im SPD-Unterbezirk Bremerhaven. Er ist Mitglied im SPD-Unterbezirksvorstand Bremerhaven.
2011 wurde er zum Stadtverordneten in Bremerhaven gewählt und war dort in den Ausschüssen für Arbeit, Soziales, Seniorinnen und Senioren, Migrantinnen und Migranten und Menschen mit Behinderung sowie für öffentliche Sicherheit und Sport/Freizeit tätig.
2017 kandidierte Schmidt als Direktkandidat im Bundestagswahlkreis Bremen II – Bremerhaven für den Deutschen Bundestag und gewann das Direktmandat mit 34,0 % der Erststimmen.
Im 19. Deutschen Bundestag ist Schmidt ordentliches Mitglied im Ausschuss für Ernährung und Landwirtschaft sowie im Ausschuss für Verkehr und digitale Infrastruktur. Darüber hinaus gehört er als stellvertretendes Mitglied dem Ausschuss für Wirtschaft und Energie sowie der Enquete-Kommission „Berufliche Bildung“ an.
Schmidt kandidierte 2021 erneut als Direktkandidat im Bundestagswahlkreis 55 für den Deutschen Bundestag und konnte mit 36,95 % sein vorheriges Ergebnis nochmal verbessern. Nach der Wahl zum 20. Deutschen Bundestag wurde Schmidt zum Sprecher des Seeheimer Kreises der SPD-Bundestagsfraktion gewählt.

### Weitere Mitgliedschaften
- Betriebsrat beim Gesamthafenbetrieb (GHB) in Bremerhaven

### Privates
Uwe Schmidt ist verheiratet und Vater eines Kindes. Er ist evangelischer Konfession.